# San Diego Tlalcozpa
El Barrio San Diego Tlalcozpan se encuentra en el norte de Xochimilco; en el sur del Distrito Federal en México. Tlalcozpan proviene del náhuatl  y significa "Lugar de la tierra amarilla”

## Historia
El barrio de San Diego es considerado uno de los nuevos barrios de Xochimilco, ya que fue fundado en siglo XVIII. En esta época sus habitantes se dedicaban a la agricultura y ganadería. A finales del siglo XIX existían abundantes manantiales, los cuales fueron afectados por la sequía.

### Capilla
La construcción de la Capilla de San Diego Tlalcozpan es relativamente nueva ya que data de 1975. Antiguamente los habitantes del barrio no contaban con una capilla y realizaban sus fiestas en la iglesia de San Bernardino de Siena.

### Fiesta
El 13 de noviembre de cada año se festeja a San Dieguito; en esta celebración se realizan diferentes actividades las cuales incluyen, música en vivo, feria y fandango, dando inicio con el tradicional “Brinco del Chinelo” y la quema de fuegos pirotécnicos que la mayordomía en turno se ocupa que se realice con respeto y algarabía.

## Leyenda
A finales del siglo XVIII, un número importante de pobladores del pueblo sufrieron de la enfermedad "de los fríos" (paludismo). En este tiempo esta localidad no contaba con un santo determinado y fue por esta razón que los frailes del convento San Bernardino comenzaron la búsqueda de un santo al cual los habitantes se pudieran dirigir y pudieran sanar de la enfermedad. Debido a que San Diego no contaba pueblos bajo su tutela, los frailes decidieron que este se convertiría en el santo del pueblo.
La leyenda cuenta que a los pobladores que se atrevían a llamar al santo sin usar su diminutivo, serían atacados por la enfermedad de los fríos; de aquí yace la costumbre de llamar al santo San Dieguito.